# Хайнрих III фон Катценелнбоген
Хайнрих III фон Катценелнбоген (на немски: Heinrich III von Katzenelnbogen; † ок. 1179) е граф на Катценелнбоген, граф в Крайхгау.

## Произход
Той е син на граф Хайнрих II фон Катценелнбоген († сл. 1160/1245) и съпругата му Хилдегард фон Хенеберг, дъщеря на граф Годеболд II фон Хенеберг, бургграф на Вюрцбург († 1144). Брат е на Херман († 1203), епископ на Мюнстер (1174 – 1203), Бертхолд I († 1170/1179), Дитер († 1191) и Кунигунда фон Катценелнбоген († 1198), омъжена за граф Хайнрих II фон Диц († 1189).

## Фамилия
Хайнрих се жени и има дете:
- Гизела